# NGC 6137
NGC 6137 (другие обозначения — NGC 6137A, UGC 10364, MCG 6-36-39, ZWG 196.63, PGC 57966) — эллиптическая галактика (E) в созвездии Северная Корона.
Этот объект занесён в новый общий каталог несколько раз, с обозначениями NGC 6137, NGC 6137A.
Этот объект входит в число перечисленных в оригинальной редакции «Нового общего каталога».